# Polygala triflora
Polygala triflora är en jungfrulinsväxtart som beskrevs av Carl von Linné. Polygala triflora ingår i släktet jungfrulinssläktet, och familjen jungfrulinsväxter. Inga underarter finns listade i Catalogue of Life.